# Van der Does
Van der Does ist der Name von mindestens zwei niederländischen Geschlechtern, die keinen gemeinsamen Ursprung haben und nicht in familiärer Verbindung standen. 

## Das adelige Geschlecht Van der Does

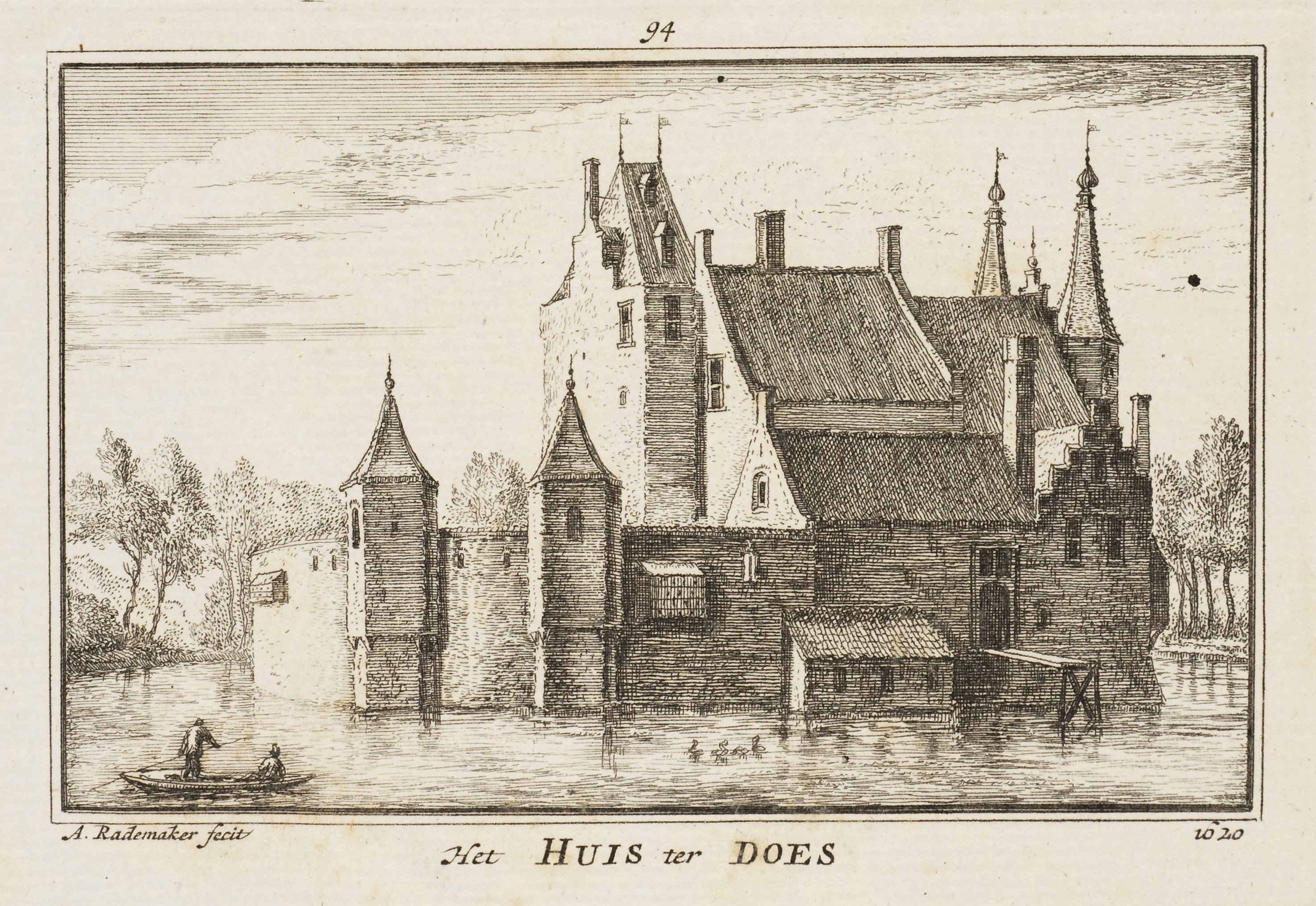
Das „Haus ter Does“ in Leiderdorp wurde um 1740 abgerissen.

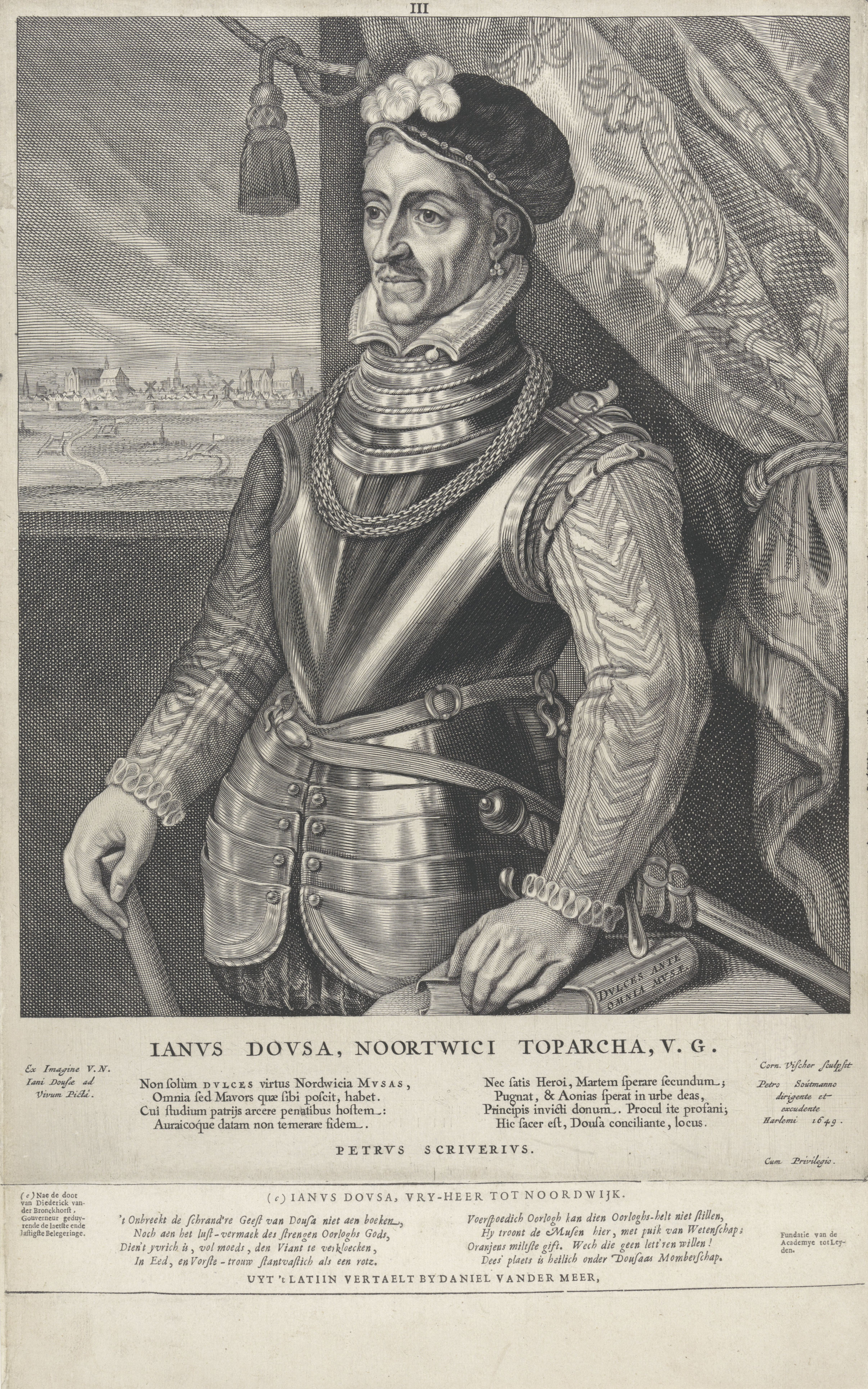
Jan van der Does, auch Janus Dousa genannt

Das adelige Geschlecht Van der Does, auch Van der Does van Noordwijk, ist nach dem „Huis ter Does“ benannt. Dieses lag in der Nähe der südholländischen Gemeinde Leiderdorp, im Mündungsgebiet des 'de Does' in den Rhein gelegen. Diese Burg wurde kurz vor dem Jahre 1300 wahrscheinlich durch Diederic van der Does gebaut. Er war durch den holländischen Grafen Floris V. mit einem Land am Does belehnt worden.
Als bedeutendstes Familienmitglied gilt Jan van der Does, auch Janus Dousa genannt, er lebte von 1545 bis 1604 und war eine treibende Kraft hinter dem Befreiungskrieg der Niederlande gegen  die spanische Fremdherrschaft. Van der Does erlangte aber auch durch sein dichterisches, philosophisches und historisches Wirkung große Bedeutung.
Als weiteres Familienmitglied gilt sein Cousin Pieter van der Does (1562–1599), welcher ein bedeutender holländischer General und Flottenadmiral war. Im Jahre 1588 war er als niederländischer Superintendant im Kampf gegen die Spanische Armada beteiligt.
Neben diesen diversen politischen Funktionen hatte das Geschlecht von alters her die Hohe und Freie Herrlichkeit von Noordwijk und diverse andere, kleinere, Herrschaftsrechte inne. Einer dieser Herren war Wigibold van der Does (1611–1669); er war General der Artillerie der Vereinigten Niederlanden, und Gouverneur der flandrischen Grenzstädte.
Die Familie wurde im Laufe der Zeit mit verschiedenen bekannten niederländischen Adelsgeschlechtern verwandt – so mit den van Zuylen van Nijevelt, van Reede, van Egmond van de Nijenburg, van Wassenaer, Limburg-Stirum, van Nassau oder den van Lynden.

## Das patrizische Geschlecht Van der Does
Als Stammvater des patrizischen Geschlechts fungiert Simon van der Does (1507–1587); er war zwischen den Jahren 1578–81 Bürgermeister von Den Haag.
Andere Familienangehörige wie Simon Willemsz van der Does (1584–1652) gingen ebenfalls im städtischen Regentenpatriziat auf; neben seiner politischen Funktion als Amsterdamer Stadtrat war er ein reicher Kaufmann und Reeder, der sich somit zu einem Leiter der Niederländischen Westindien-Kompanie (WIC) emporschwingen konnte.
Die Familie war auch in der Goudaer Stadtregierung vertreten, ihr bekanntestes Mitglied war Johan van der Does (1694–1749), der als Sohn des regierenden Bürgermeisters Johan van der Does eine glänzende Karriere machen konnte. Verheiratet war er standesgemäß mit Cornelia van der Heim. Van der Does war Ratsherr beim Hohen Rat von Holland, Zeeland und Westfriesland sowie Finanzminister der Republik der Vereinigten Niederlande.
Das Geschlecht führte das Wappen der (adeligen) Familie Van der Does, welches sie sich unter der Mithilfe von genealogischen und heraldischen Verfälschungen im Laufe des 17. Jahrhunderts aneignen konnten. Die Familie hatte auch an der Amsterdamer Stadtregierung teilgenommen. Seit Anfang des 19. Jahrhunderts führt die Familie das Adelsprädikat Jonkheer.

### Van der Does de Willebois
Diese Familie hieß ursprünglich (de) Willebois. Es entstammte Louis Villebois der am Ende des 17. Jahrhunderts im hennegauischen Warneton lebte. Die Kinder des Ehepaars Pierre Joseph de Willebois (1768–1834) und der aus Gouda stammenden Adriana Cornelia Maria van der Does (1778–1823) legten ihrem Namen den Namenszusatz „van der Does“ bei. Der niederländische Politiker und Staatsminister Pieter Joseph August Marie van der Does de Willebois (1816–1892) entstammte dieser Familie. Das Geschlecht trägt ebenfalls das adelige Prädikat Jonkheer.